# Maria Anna di Braganza
Maria Anna di Braganza (Bronnbach, 13 luglio 1861 – New York, 31 luglio 1942) nata infanta di Portogallo, fu granduchessa di Lussemburgo come sposa di Guglielmo IV di Lussemburgo.

## Biografia
L'infanta Maria Anna era la quinta figlia del deposto ed esiliato re Michele di Portogallo, e di sua moglie, la principessa Adelaide di Löwenstein-Wertheim-Rosenberg. Al momento della sua nascita, suo padre e la famiglia vissero da esiliati in Austria.
Nonostante le loro circostanze, le infanti riuscirono a fare degli ottimi matrimoni con monarchi cattolici di stati minori o deposti.
I suoi nonni paterni erano il re Giovanni VI del Portogallo e Carlotta Gioacchina di Borbone-Spagna. Era la nipote dell'imperatore Pietro I del Brasile, cugina di primo grado dell'imperatore Pietro II del Brasile e della regina Maria II del Portogallo.
Suo padre morì prematuramente nel 1866 e lei e i suoi fratelli furono allevati dalla madre in un ambiente cattolico e conservatore. Suo zio materno, il principe Carlo di Löwenstein-Wertheim-Rosenberg, sesto principe di Löwenstein-Wertheim-Rosenberg, fu per loro come un secondo padre.

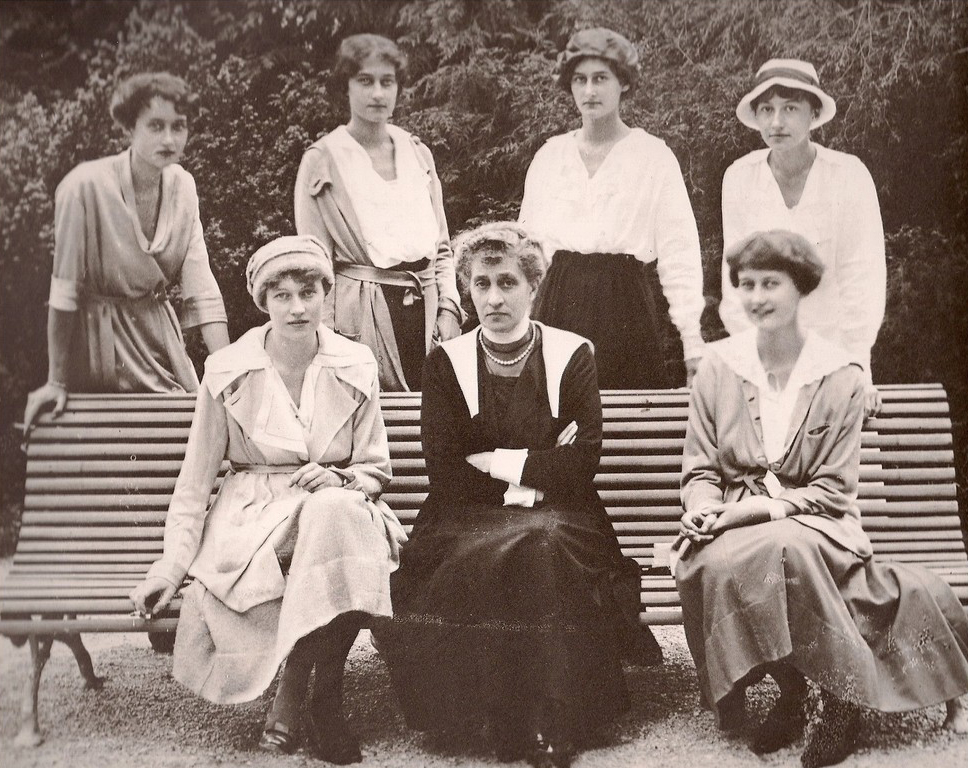
Maria Anna con le sue figlie, agosto 1920.

## Matrimonio
Prima del suo matrimonio, Maria Anna era stata considerata dall'imperatore Francesco Giuseppe I d'Austria come sposa adatta al suo unico figlio ed erede, il principe ereditario Rodolfo, ma a Rodolfo non piaceva.
Sposò, il 21 giugno 1893 a Schloss Fischhorn, a Zell am See, Guglielmo IV di Lussemburgo (1852-1912), figlio maggiore ed erede del granduca Adolfo di Lussemburgo. Fu concordato che i figli della coppia sarebbero stati allevati come cattolici, la religione di Maria Anna e della maggioranza della popolazione del granducato. La coppia aveva sei figlie:
- Maria Adelaide (1894-1924), nubile e senza figli;
- Carlotta (1896-1985), sposata al suo primo cugino Felice di Borbone-Parma, figlio di Maria Antonia, sorella minore di Maria Anna;
- Hilda (1897-1979), sposata ad Adolfo, X principe di Schwarzenberg;
- Antonietta (1899-1954), seconda moglie del principe Rupprecht di Baviera;
- Elisabetta (1901-1950), sposata al principe Luigi Filippo di Thurn und Taxis;
- Sofia (1902-1941), sposata al principe Ernesto Enrico di Sassonia, figlio più giovane del re Federico Augusto III di Sassonia.

## Granduchessa di Lussemburgo
Guglielmo divenne granduca alla morte di suo padre, il 17 novembre 1905, e Maria Anna divenne granduchessa. Poiché Guglielmo IV era l'ultimo maschio della Casa di Nassau-Weilburg, proclamò le sue figlie come successori e Maria Adelaide fu nominata erede presuntiva il 10 luglio 1907

### Reggenza
La granduchessa Maria Anna fu reggente per il marito durante la sua malattia, dal 19 novembre 1908 al 15 febbraio 1912, e per la figlia Maria Adelaide durante la sua minore età, dal 25 febbraio al 18 giugno 1912.
Maria Adelaide, alla fine, abdicò in favore della sorella minore, Carlotta nel 1919.
Durante la seconda guerra mondiale la famiglia granducale lasciò il Lussemburgo poco prima dell'arrivo delle truppe naziste, stabilendosi in Francia fino alla sua capitolazione, nel giugno 1940.
Successivamente, la famiglia e i ministri della granduchessa Carlotta ricevettero visti di transito per il Portogallo dal console portoghese Aristides de Sousa Mendes, nel giugno 1940. Dopo aver attraversato Coimbra e Lisbona, la famiglia soggiornò per la prima volta a Cascais, nella Casa de Santa Maria, di proprietà di Manuel Espírito Santo, allora console onorario del Lussemburgo in Portogallo. A luglio si trasferirono a Monte Estoril, alloggiando allo Chalet Posser de Andrade. Maria Anna rimase a Monte Estoril con sua figlia, la granduchessa Carlotta, fino al 3 ottobre 1940. Lo stesso giorno salirono a bordo del Pan Am Yankee Clipper diretti a New York, da dove partirono poi per il Canada. Con loro viaggiarono l'aiutante di campo del principe Félix Guillaume Konsbruck, sua moglie Nelly e i loro figli, Guy e Carlo.

## Morte
La granduchessa Maria Anna morì in esilio a New York il 31 luglio 1942, dove la sua famiglia si era rifugiata dopo l'invasione tedesca. Il suo corpo è sepolto nella cattedrale di Notre-Dame in Lussemburgo.

## Ascendenza
|                                                                  |                                                          |                                                                | Genitori                                  |  |  | Nonni |  |  | Bisnonni                  |  |  | Trisnonni                 |  |
|                                                                  |                                                          |                                                                |                                           |  |  |       |  |  | Pietro III del Portogallo |  |  | Giovanni V del Portogallo |  |
|                                                                  |                                                          |                                                                |                                           |  |  |       |  |  | Pietro III del Portogallo |  |  | Giovanni V del Portogallo |  |
|                                                                  |                                                          | Maria Anna d'Austria                                           |                                           |  |  |       |  |  | Pietro III del Portogallo |  |  |                           |  |
| Giovanni VI del Portogallo                                       |                                                          |                                                                |                                           |  |  |       |  |  | Pietro III del Portogallo |  |  |                           |  |
|                                                                  |                                                          | Maria I del Portogallo                                         | Giuseppe I del Portogallo                 |  |  |       |  |  |                           |  |  |                           |  |
|                                                                  |                                                          | Maria I del Portogallo                                         | Giuseppe I del Portogallo                 |  |  |       |  |  |                           |  |  |                           |  |
|                                                                  |                                                          | Maria I del Portogallo                                         | Marianna Vittoria di Borbone-Spagna       |  |  |       |  |  |                           |  |  |                           |  |
| Michele del Portogallo                                           |                                                          | Maria I del Portogallo                                         |                                           |  |  |       |  |  |                           |  |  |                           |  |
|                                                                  |                                                          | Carlo IV di Spagna                                             | Carlo III di Spagna                       |  |  |       |  |  |                           |  |  |                           |  |
|                                                                  |                                                          | Carlo IV di Spagna                                             | Carlo III di Spagna                       |  |  |       |  |  |                           |  |  |                           |  |
|                                                                  |                                                          | Carlo IV di Spagna                                             | Maria Amalia di Sassonia                  |  |  |       |  |  |                           |  |  |                           |  |
| Carlotta Gioacchina di Borbone-Spagna                            |                                                          | Carlo IV di Spagna                                             |                                           |  |  |       |  |  |                           |  |  |                           |  |
|                                                                  |                                                          | Maria Luisa di Borbone-Parma                                   | Filippo I di Parma                        |  |  |       |  |  |                           |  |  |                           |  |
|                                                                  |                                                          | Maria Luisa di Borbone-Parma                                   | Filippo I di Parma                        |  |  |       |  |  |                           |  |  |                           |  |
|                                                                  |                                                          | Maria Luisa di Borbone-Parma                                   | Elisabetta di Borbone-Francia             |  |  |       |  |  |                           |  |  |                           |  |
| Maria Anna di Braganza                                           |                                                          | Maria Luisa di Borbone-Parma                                   |                                           |  |  |       |  |  |                           |  |  |                           |  |
|                                                                  | Carlo Tommaso, Principe di Löwenstein-Wertheim-Rosenberg | Domenico Costantino, Principe di Löwenstein-Wertheim-Rochefort |                                           |  |  |       |  |  |                           |  |  |                           |  |
|                                                                  | Carlo Tommaso, Principe di Löwenstein-Wertheim-Rosenberg | Domenico Costantino, Principe di Löwenstein-Wertheim-Rochefort |                                           |  |  |       |  |  |                           |  |  |                           |  |
|                                                                  | Carlo Tommaso, Principe di Löwenstein-Wertheim-Rosenberg | Maria Leopoldina di Hohenlohe-Bartenstein                      |                                           |  |  |       |  |  |                           |  |  |                           |  |
| Costantino, Principe Ereditario di Löwenstein-Wertheim-Rosenberg | Carlo Tommaso, Principe di Löwenstein-Wertheim-Rosenberg |                                                                |                                           |  |  |       |  |  |                           |  |  |                           |  |
|                                                                  |                                                          | Sofia di Windisch-Grätz                                        | Giuseppe Nicola di Windisch-Grätz         |  |  |       |  |  |                           |  |  |                           |  |
|                                                                  |                                                          | Sofia di Windisch-Grätz                                        | Giuseppe Nicola di Windisch-Grätz         |  |  |       |  |  |                           |  |  |                           |  |
|                                                                  |                                                          | Sofia di Windisch-Grätz                                        | Leopoldina di Arenberg                    |  |  |       |  |  |                           |  |  |                           |  |
| Adelaide di Löwenstein-Wertheim-Rosenberg                        |                                                          | Sofia di Windisch-Grätz                                        |                                           |  |  |       |  |  |                           |  |  |                           |  |
|                                                                  |                                                          | Carlo Ludovico I di Hohenlohe-Langenburg                       | Cristiano Alberto di Hohenlohe-Langenburg |  |  |       |  |  |                           |  |  |                           |  |
|                                                                  |                                                          | Carlo Ludovico I di Hohenlohe-Langenburg                       | Cristiano Alberto di Hohenlohe-Langenburg |  |  |       |  |  |                           |  |  |                           |  |
|                                                                  |                                                          | Carlo Ludovico I di Hohenlohe-Langenburg                       | Carolina di Stolberg-Gedern               |  |  |       |  |  |                           |  |  |                           |  |
| Agnese di Hohenlohe-Langenburg                                   |                                                          | Carlo Ludovico I di Hohenlohe-Langenburg                       |                                           |  |  |       |  |  |                           |  |  |                           |  |
|                                                                  |                                                          | Amalia Enrichetta di Solms-Baruth                              | Giovanni Cristiano II di Solms-Baruth     |  |  |       |  |  |                           |  |  |                           |  |
|                                                                  |                                                          | Amalia Enrichetta di Solms-Baruth                              | Giovanni Cristiano II di Solms-Baruth     |  |  |       |  |  |                           |  |  |                           |  |
|                                                                  |                                                          | Amalia Enrichetta di Solms-Baruth                              | Federica di Reuss-Köstritz                |  |  |       |  |  |                           |  |  |                           |  |
|                                                                  |                                                          | Amalia Enrichetta di Solms-Baruth                              |                                           |  |  |       |  |  |                           |  |  |                           |  |